# Gissjö
Gissjö är en by i Torps socken i Ånge kommun invid sjön Gissjön, 6 kilometers färdväg norr om tätorten Fränsta. 
Ånge kommun tillhandahåller friluftsbad och grillplats mellan Gissjö och östra Gissjö, nära sjöns utlopp. Cykelloppet Gissjötrampet arrangeras årligen i juni kring sjön av IOGT-föreningen Fränsta Kämpe, och ingår tillsammans med cykelloppet Borgsjön runt och skidloppet JAIK-klassikern i Västraklassikern. 

## Historia
År 1890 hade byn Gissjö 210 invånare. Byn hade under tidigt 1900-tal egen folkskola, butik och ett pingstkapell, som tidigare varit godtemplarlokal  (IOGT Ungdomslogen nr 1419 Säterblomman, Gissjö, 1909 till 1938). Till byn hörde fäbodarna Gissjöbodarna, som var i drift fram till 1965. En prästgård har legat i grannbyn Skärve invid Gissjön.  
I byn fanns tidigare en fiskodling. 

### Flera gruvförsök
Första gruvförsöket i Gissjön skedde 1842 på fastigheten Gissjö 1:24, där mutsedel för kopparmalmsanledning hade utfärdats. Mutsedlar utfärdades 1873 och 1887 för att på samma plats bryta järn (magnetkis), och gruvförsöket 1887 resulterade i ett minst 10 meter djupt schakt vid foten av Sätersberget norr om Gissjön på gränsen mot Ålsta och nära landsvägen (dagens Gissjövägen). År 1902 och 1916 inmutades fyndigheter innehållande bly, koppar, nickel och kobolt. Några metaller i brytvärd mängd återfanns inte, men ett stort schakt blev uppbrutet, beläget på fastigheten Gissjö 3:24 och berget Skalshällorna, ett par kilometer öster om byn. Ännu en inmutning på koppar gjordes 1932 i en fyndighet kallad Gissjö koppargruvor.

## Kända personer
- Nils Gissler, Norrlands första läkare